# Вакар, Платон Алексеевич
Плато́н Алексе́евич Вака́р (1823—1899) — член Совета Главного управления по делам печати Российской империи. Тайный советник. Был попечителем Петра Ильича Чайковского.

## Биография
Родился в 1823 году в семье представителя старинного дворянского рода Вакаров, знатока сельского хозяйства, устроителя одной из первых сельскохозяйственных школ в своем имении, надворного советника Алексея Григорьевича Вакара и Марфы (Мавра) Исидоровны Юрьевой. У него были старшие братья и сёстры:
- Павел (1805—1878) — надворный советник, помощник инспектора Санкт-Петербургского университета; его жена Анна Петровна, была дочерью героя Отечественной войны 1812 года генерал-лейтенанта Петра Демьяновича Каховского;
- Александр (1807—1865);
- Екатерина (1808—1883) — замужем за Яковом Степановичем Вакаром, их сын Яков был военным педагогом (генерал-майор).
- Михаил (1809—1883 )
- Модест (1813—1867) — генерал-майор;
- Елизавета (1814—1854) — замужем за военным священником, протоиереем Степаном Ефимовичем Цытовичем.

С 1835 года учился в Императорском училище правоведения, которое окончил 28 мая 1844 года первым по выпуску, с золотой медалью, чином  титулярного советника и помещением его имени на мраморную доску почёта училища. В училище хорошо играл на рояле и был лучшим пианистом. Получил назначение младшим помощником секретаря в 1-е отделение 5-го департамента Сената  Министерства юстиции.
С 1847 года был секретарём Четвёртого департамента Правительствующего Сената; в 1849 году назначен обер-секретарём Первого департамента Сената и произведён в коллежские асессоры.
С 1851 года был назначен обер-секретарём Второго департамента Правительствующего Сената; в 1852 году произведён в надворные, а в 1853 году — в коллежские советники.
В 1853 году он взял на себя заботы о Петре Чайковском учившимся в Императорском училище правоведения, и оставшимся в Санкт-Петербурге совершенно без родителей, до этого им занимался его брат Модест — бывший другом семьи Чайковских, но после трагической смерти своего сына — Николая, передал это попечение Платону:

 К весне попечения Модеста Алексеевича сменились попечениями некоего Ивана Ивановича Вейца — тоже приятеля Ильи Петровича — и Платона Вакара. Петя ждал. Из Алапаева никто не ехал. В апреле воспитанников приготовительных классов повезли на детский бал в Дворянское собрание — он увидел Николая I, «так близко, как папашин диван стоит от его конторки в кабинете». Наступило лето. Платон Алексеевич поселил его у своей тёщи на даче, под Петербургом. Он все ждал. Никто не мог бы сказать теперь, что он учится хуже Коленьки, что он вообще не примерный, не послушный мальчик. Приближалась осень. Он просил в письмах, он умолял приехать. В начале сентября Илья Петрович приехал — побыл недели три, вывез сыновей в театр, накормил конфетами и, озабоченный делами, вернулся в Алапаев. Петя не успел опомниться. К январю отец обещал приехать со всей семьёй. Но и в январе никто не приехал, и в марте тоже. Петя несколько раз был оставлен без отпуска. В Вербную субботу Платон возился с ним весь день, гулял с ним на вербе, покупал ему все, что понравится. С Платоном Алексеевичем ходить было очень интересно: Платон Алексеевич знал пол-Петербурга, особенно писателей. Петя решил, когда вырастет, во всем будет на него похожим.
В 1857 году был произведён в статские советники и назначен чиновником для особых поручений при министре внутренних дел; сначала служил при графе Ланском, потом — при графе Валуеве; 22 июня 1860 года произведён в действительные статские советники. С 1861 года одновременно был членом Комитета Центрального статистического комитета.
С 21 июля 1867 года был назначен младшим цензором Комитета цензуры иностранной, и заместителем председателя иностранного цензурного комитета Ф. И. Тютчева. С 13 декабря 1868 года состоял сверхштатным членом Главного управления по делам печати. С 10 декабря 1871 года — член Совета Главного управления по делам печати и член Совета МВД, одновременно с 1877 года был членом Особой военно-цензурной комиссии при военном министре.
В 1880 году произведён в тайные советники.
С 1890 года фактически был главой цензурного комитета, состоя первым в списке членов Совета Главного управления по делам печати.
Умер 4 (16) сентября 1899 года состоя в Совете.

## Награды
- Орден Святого Станислава 2-й степени (1855)
- Орден Святой Анны 2-й степени с Императорской короной (1864)
- Орден Святого Станислава 1-й степени (1870)
- Орден Святой Анны 1-й степени (1875)
- Орден Белого орла (1892)

## Семья
С 27 мая 1849 года был женат на Марии Петровне Марковой, дочери Петра Ивановича Маркова. Их дети:
- Любовь (1850—1906), была замужем за одним из потомков графов Тулуз-Лотреков;
- Александр (1855—1900) — статский советник, член Кашинского окружного суда в Тверской губернии;
- Надежда (1856—1926), была замужем за надворным советником Министерства путей сообщения Иван Павловичем Акимовым;
- Вера (1859—?), была замужем за надворным советником, мировым судьёй Александром Григорьевичем Стыриковичем;
- Екатерина (1865—1906), была замужем за купцом 1-й гильдии Александром Дмитриевичем Кононовым.